# Странк, Оливер
О́ливер Странк (Olver Strunk) (22 марта 1901, Итака (NY) – 24 февраля 1980, Гроттаферрата) — американский музыковед, источниковед, переводчик, педагог. Один из основателей современного американского музыкознания.

## Очерк биографии и творчества
В 1927 г. окончил Корнеллский университет, где учился у Отто Кинкелди. В 1927–1928 гг. стажировался в Берлинском университете у Иоганнеса Вольфа, Фридриха Блуме и др. В 1928–1937 гг. работал в Библиотеке Конгресса США (в 1934–1937 заведовал музыкальным отделом). В 1937–1966 гг. преподавал различные курсы истории музыки в Принстонском университете (профессор с 1950), среди учеников – Л. Локвуд, Г. Пауэрс, П. Петробелли, Д. Рандел, Л. Трейтлер.
Странк — автор многих статей по истории западноевропейской музыки от периода Ars nova до венской классической школы, а также по музыке и музыкальной теории Византии. Наиболее известен на Западе как составитель грандиозной (более 1500 страниц) антологии «Source readings in music history» (1-е издание вышло в 1950, последнее (посмертное переработанное) издание под редакцией Лео Трейтлера — 1998), которая содержит ключевые фрагменты источников по истории и теории музыки от Античности (Клеонид, Аристид, Гауденций и другие) до XX века (Шёнберг, Стравинский, Булез, Штокхаузен и многие другие) — в переводе на английский язык. Среди источников антологии фигурируют речь Геббельса (на музыкальном фестивале 1935), статья из газеты «Правда» «Сумбур вместо музыки» (1936), заметки о современной музыке Прокофьева (1951) и т.п.
Занимался музыкально-общественной деятельностью, был одним из основателей и президентом (1959–1960) Американского музыковедческого общества и первым главным редактором (с 1948) научного журнала этого общества («Journal of the American Musicological Society»). С 1958 г. редактор, в 1961–1971 гг. главный редактор серии академических нотных изданий Monumenta Musicae Byzantinae (MMB), в которой выпустил том «Specimina notationum antiquiorum» («Образцы старинной нотации», 1966) и том (совместно с Э. Фольери) «Triodium Athoum» («Афонская Триодь», 1975). 
После выхода на пенсию в 1966 году переехал в Гроттаферрату (Италия), где и скончался. Похоронен в Риме, на кладбище Campo Cestio.

## Научные и дидактические работы (выборка)
- The tonal system of Byzantine music // Music Quarterly 28 (1942), pp. 190–204.
- Source readings in music history / ed. by O. Strunk. New York: W.W. Norton & Co., 1950.
- The notation of the Chartres Fragment // Annales Musicologiques 3 (1955), pp. 7–37.
- Influsso del canto liturgico orientale su quello della chiesa occidentale // L'enciclica ‘Musicae sacrae disciplina’ (Rome, 1957), pp. 343–348.
- Tropus und Troparion // Speculum musicae artis: Festgabe für Heinrich Husmann, ed. H. Becker and R. Gerlach München, 1971, pp. 305–311.
- Essays on music in the Western world. New York, 1974 (сб. статей Странка).
- Essays on music in the Byzantine world. New York, 1977 (сб. статей Странка).
- Source readings in music history / ed. by O. Strunk; revised edition by L. Treitler. New York; London: Norton & Company, 1998. 1552 p.